# Villafranca de Estíbaliz
Villafranca /Villafranca de Estíbaliz és un poble (concejo) de la Zona Rural Est de Vitòria, al territori històric d'Àlaba.

## Geografia
Situat a l'est del municipi, caseriu dispers situat a l'extrem del camí veïnal núm. 26 (A-4120) que surt de la carretera comarcal A-132, a uns 9 km de Vitòria-Gasteiz en direcció al port d'Azaceta, al peu d'una muntanya de 549 msnm.

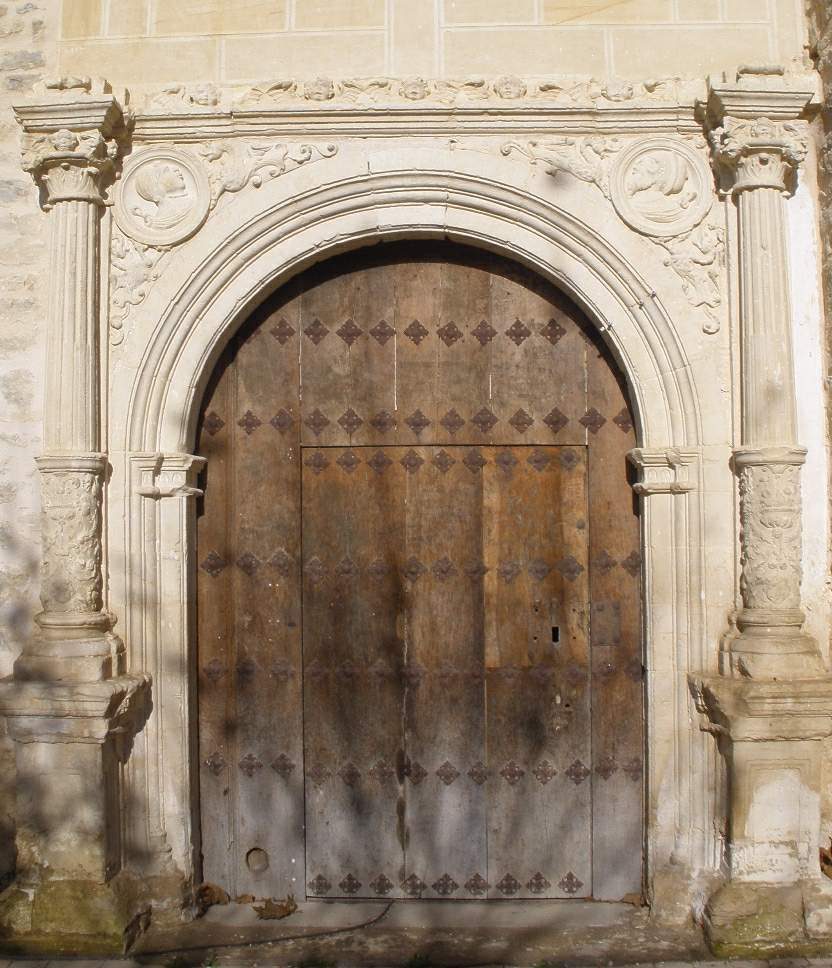
Portada de l'Església de San Andres

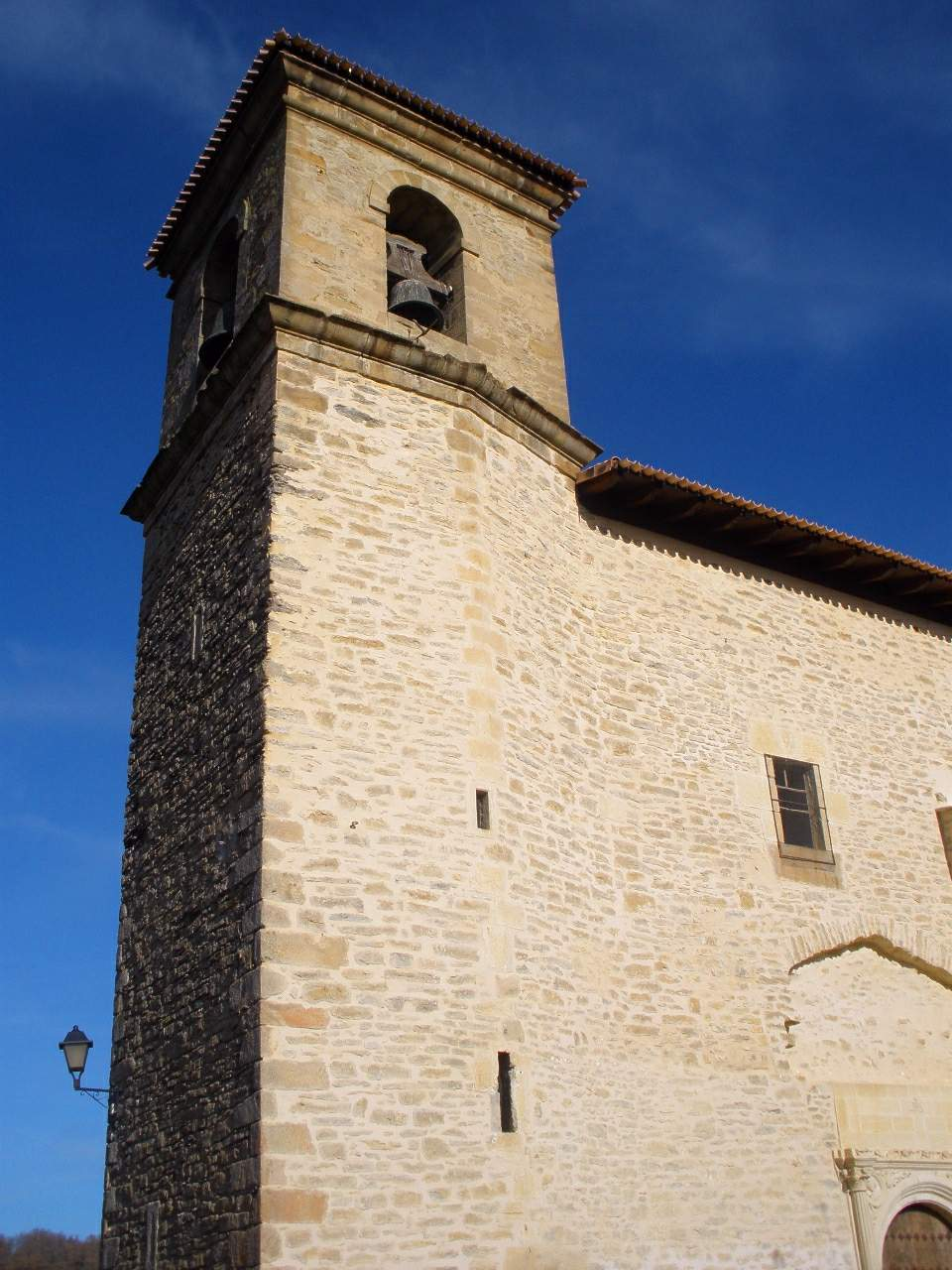
Torre de l'Església de San Andrés

## Etimologia
El nom de Villafranca de Estíbaliz s'estructuraria sobre la base de dos fets. En primer lloc, la creació de la localitat per part de pobladors d'origen franc, que formarien una "vila-franca". Aquest fet etimològic es repeteix en altres parts d'Espanya, existint, per exemple, Villafranca del Bierzo en l'antic Regne de Lleó, Vilafranca del Penedès a Catalunya, Villafranca a Navarra, Villafranca de los Barros a Extremadura, Villafranca Montes de Oca a Castella, o Villafranca de Córdoba a Andalusia. En segon lloc, el nom de la localitat es completaria amb el "de Estíbaliz" a causa de la seva situació geogràfica al costat del santuari de Nuestra Señora de Estíbaliz.

## Història
Vila francorum va ser repoblada per francs en el Camí de Santiago seguint la política del rei de Castella Alfons VI qui va donar fur a la ciutat de Logronyo en 1095. Lope González, tinent d'Àlaba cap a 1010 aprofita el moviment de gents de més enllà dels Pirineus per Via Aquitània.
En 1138 tenim constància documental de l'escriptura de donació al Monestir de Santa María la Real de Nájera atorgada per María López de Estívariz:
| « | "...faig donació á Déu, diu, á Santa María de Náxera i S. Pedro de Clunia d'aquella Villafranca de Estibaliz amb aquell fur amb el qual els seus pares la van provar i em va venir á mi per dret hereditari..." | » |

Cap a l'any 1200 els parroquians de Villafranca es traslladen a Vitòria.
Un dels 43 llogarets que s'uniren a Vitòria en diferents temps i ocasions i que en segregar-se en 1840 la Quadrilla d'Añana va romandre en la Quadrilla de Vitoria. Durant l'Antic Règim pertanyia a la diòcesi de Calahorra, vicariat de Vitòria i arxiprestatge d'Armentia.

## Demografia
Té una població de 182 habitants. L'any 2010 tenia 189 habitants.
| Gràfica d'evolució demogràfica de Villafranca de Estíbaliz entre 2000 i 2014 |
|                                                                              |

## Patrimoni monumental
- Església parroquial catòlica sota l'advocación de Sant Andrés amb portada plateresca de mitjan segle xvi.
- Casa blasonada amb escut dels Salvatierra i Gaona.
- Santuari de Nostra Senyora d'Estíbaliz-